# Clavipanurgus desertus
Clavipanurgus desertus är en biart som först beskrevs av Warncke 1987.  Clavipanurgus desertus ingår i släktet Clavipanurgus och familjen grävbin. Inga underarter finns listade i Catalogue of Life.